# Ruta de Rhode Island 401
La Ruta de Rhode Island 401, y abreviada R.I. 401 (en inglés: Rhode Island Route 401) es una carretera estatal estadounidense ubicada en el estado de Rhode Island. La carretera inicia en el Sur desde la Ruta 2     en East Greenwich hacia el Norte en la US 1     en East Greenwich. La carretera tiene una longitud de 3,5 km (2.2 mi).

## Mantenimiento
Al igual que las autopistas interestatales, y las rutas federales y el resto de carreteras estatales, la Ruta de Rhode Island 401 es administrada y mantenida por el Departamento de Transporte de Rhode Island por sus siglas en inglés RIDOT.

## Cruces
La Ruta de Rhode Island 401 es atravesada principalmente por la Avenida Kenyon en East Greenwich.